# Alphonse Constant Reyrolle
Alphonse Constant Reyrolle (* 1864 in Juillac (Corrèze); † 1919) war ein französischer Elektrotechniker und Unternehmer.

Alphonse Constant Reyrolle

Seine Eltern waren Martial und Marie Faye.
1883 ging Reyrolle nach England und arbeitete zunächst als Instrumentenbauer bei Jean Lege. 1886 gründete er in London seine eigene kleine Firma und baute elektrische Baugruppen und Schaltschränke. Charles Hesterman Merz (1874–1940) riet ihm, dass seine Zukunft im Norden Englands liege und so gründete er 1901 die A. Reyrolle and Company Ltd in Hebburn-on-Tyne, County Durham. Da zwei Geschäfte zu ineffizient waren, wurde die Londoner Zweigstelle bald geschlossen und alle Arbeit nach Hebburn verlegt. 1905/06 kam Henry Clothier in die Firma, der hier den metallenen Schaltschrank erfand. Als die Firma 1919 florierte und 1000 Mitarbeiter hatte, starb er.